# Augusto Farfus

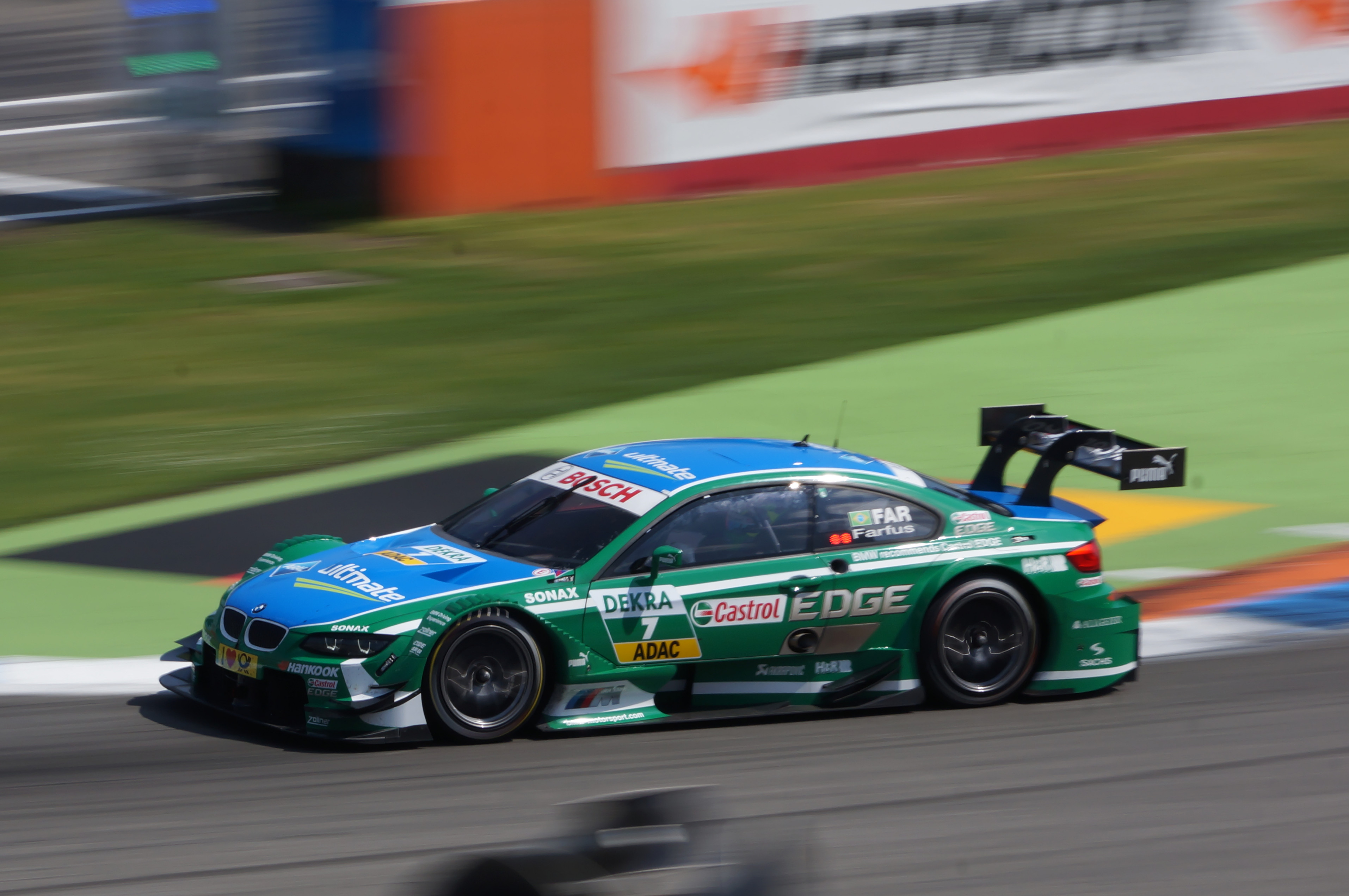

Augusto Farfus (Curitiba, 3 settembre 1983) è un pilota automobilistico brasiliano, con il marchio BMW ha vinto la Coppa del Mondo FIA GT nel 2018, l'Intercontinental GT Challenge nel 2020 e due volte la 24 Ore di Daytona nella classe GTLM (2019, 2020).

## Carriera
Inizia nel mondo delle corse con le minimoto, di cui diventa campione locale nel 1991. Passa poi ai kart e nel 1992 vince il titolo statale del Paraná classe cadetti, per competere poi negli anni successivi nello stato di San Paolo.
Nel 2000 si trasferisce in Italia e nel 2001 conquista la Eurocup Formula Renault.
Per il 2002 si lega alla Draco Racing nell'Euro Formula 3000, di cui vince il titolo l'anno successivo.
Dal 2004 al 2006 Farfus debutta nel Campionato Europeo Turismo, poi nel Campionato del mondo turismo, per l'Alfa Romeo del team N.Technology. Nel mondiale 2006 combatte per il titolo contro Andy Priaulx e Jörg Müller fino all'ultima gara a Macao, ma termina solo terzo.
Dal 2007 corre per la BMW Team Germany, raggiungendo nel 2009 la terza posizione in classifica finale come miglior risultato.
Vince nel 2010 la 24 Ore del Nürburgring e nel 2011 la 24 ore di Dubai. Debutta nel 2012 nel DTM al volante di una vettura del team BMW Team RBM, divenendo il miglior esordiente dell'anno, con un settimo posto in classifica finale.

### BMW LMDh
Nel agosto del 2022 Farfus è uno dei piloti tester della BMW M Hybrid V8, la nuova Le Mans Daytona Hybrid della BMW. Un mese dopo viene scelto dal team ufficiale BMW, Rahal Letterman Lanigan Racing per competere dal 2023 nella classe GTP del Campionato IMSA WeatherTech SportsCar. Il brasiliano dividerà la M Hybrid V8 con Philipp Eng.

## Risultati

### Risultati 24 Ore di Daytona
| Anno | Team              | Co-piloti                                    | Auto                    | Classe  | Giri | Pos. | Class Pos. |
| ---- | ----------------- | -------------------------------------------- | ----------------------- | ------- | ---- | ---- | ---------- |
| 2003 | JMB USA Racing    | Emmanuel Collard Max Papis Andrea Garbagnati | Ferrari 360 Modena N-GT | GT      | 621  | 14°  | 7°         |
| 2014 | Turner Motorsport | Paul Dalla Lana Dane Cameron Markus Palttala | BMW Z4 GT3              | GTD     | 659  | 25°  | 7°         |
| 2015 | BMW Team RLL      | Bill Auberlen Dirk Werner Bruno Spengler     | BMW Z4 GTLM             | GTLM    | 725  | 5°   | 2°         |
| 2016 | BMW Team RLL      | Bill Auberlen Dirk Werner Bruno Spengler     | BMW M6 GTLM             | GTLM    | 721  | 11°  | 5°         |
| 2017 | BMW Team RLL      | Bill Auberlen Alexander Sims Bruno Spengler  | BMW M6 GTLM             | GTLM    | 651  | 12°  | 8°         |
| 2018 | BMW Team RLL      | Nick Catsburg John Edwards Jesse Krohn       | BMW M8 GTE              | GTLM    | 773  | 18°  | 7°         |
| 2019 | BMW Team RLL      | Connor De Phillippi Philipp Eng Colton Herta | BMW M8 GTE              | GTLM    | 571  | 10°  | 1°         |
| 2020 | BMW Team RLL      | John Edwards Chaz Mostert Jesse Krohn        | BMW M8 GTE              | GTLM    | 786  | 13°  | 1°         |
| 2021 | BMW Team RLL      | Marco Wittmann John Edwards Jesse Krohn      | BMW M8 GTE              | GTLM    | 769  | 13°  | 3°         |
| 2022 | BMW Team RLL      | John Edwards Jesse Krohn Connor De Phillippi | BMW M4 GT3              | GTD Pro | 698  | 30°  | 7°         |
| 2023 | BMW M Team RLL    | Colton Herta Philipp Eng Marco Wittmann      | BMW M4 GT3              | GTD     | 768  | 6°   | 6°         |

### Risultati 24 Ore di Le Mans
| Anno | Team                | Co-piloti                             | Auto                     | Classe  | Giri | Pos. | Class Pos. |
| ---- | ------------------- | ------------------------------------- | ------------------------ | ------- | ---- | ---- | ---------- |
| 2010 | BMW Motorsport      | Jörg Müller Uwe Alzen                 | BMW M3 GT2               | GT2     | 320  | 19º  | 6º         |
| 2011 | BMW Motorsport      | Jörg Müller Dirk Werner               | BMW M3 GT2               | GTE Pro | 276  | DNF  | DNF        |
| 2018 | BMW Team MTEK       | António Félix da Costa Alexander Sims | BMW M8 GTE               | GTE Pro | 223  | DNF  | DNF        |
| 2019 | BMW Team MTEK       | António Félix da Costa Jesse Krohn    | BMW M8 GTE               | GTE Pro | 335  | 30º  | 10º        |
| 2020 | Aston Martin Racing | Paul Dalla Lana Ross Gunn             | Aston Martin Vantage AMR | GTE Am  | 333  | 33º  | 8º         |
| 2024 | Team WRT            | Sean Gelael Darren Leung              | BMW M4 GT3               | LMGT3   | 280  | 28º  | 2º         |
| 2025 | The Bend Team WRT   | Timur Boguslavskiy Yasser Shahin      | BMW M4 GT3               | LMGT3   | 168  | Rit  | Rit        |

### Risultati nel Deutsche Tourenwagen Masters
| Anno    | Team          | Vettura    | 1      | 2       | 3       | 4       | 5       | 6       | 7       | 8       | 9       | 10     | 11     | 12      | 13     | 14      | 15      | 16      | 17      | 18      | 19      | 20    | Punit | Pos. |
| ------- | ------------- | ---------- | ------ | ------- | ------- | ------- | ------- | ------- | ------- | ------- | ------- | ------ | ------ | ------- | ------ | ------- | ------- | ------- | ------- | ------- | ------- | ----- | ----- | ---- |
| 2012    | BMW Team RBM  | BMW M3 DTM | HOC 15 | LAU 3   | BRH 11  | SPL 10  | NOR Rit | NÜR 10  | ZAN 9   | OSC 5   | VAL 1   | HOC 3  |        |         |        |         |         |         |         |         |         |       | 69    | 7º   |
| 2013    | BMW Team RBM  | BMW M3 DTM | HOC 1  | BRH Rit | SPL 6   | LAU 12  | NOR 16  | MSC 3   | NÜR 2   | OSC 1   | ZAN 1   | HOC 11 |        |         |        |         |         |         |         |         |         |       | 116   | 2º   |
| 2014    | BMW Team RBM  | BMW M4 DTM | HOC 8  | OSC 5   | HUN 21† | NOR 14  | MSC 10  | SPL 2   | NÜR Rit | LAU 7   | ZAN Rit | HOC 16 |        |         |        |         |         |         |         |         |         |       | 39    | 13º  |
| 2015    | BMW Team RBM  | BMW M4 DTM | HOC 10 | HOC 21  | LAU Rit | LAU Rit | NOR 8   | NOR Rit | ZAN 4   | ZAN 2   | SPL 6   | SPL 18 | MSC 15 | MSC 11  | OSC 4  | OSC 2   | NÜR 18  | NÜR 8   | HOC Rit | HOC 14  |         |       | 77    | 12º  |
| 2016    | BMW Team MTEK | BMW M4 DTM | HOC 14 | HOC 2   | SPL 9   | SPL 4   | LAU 21  | LAU Rit | NOR 11  | NOR Rit | ZAN Rit | ZAN 13 | MSC 14 | MSC 4   | NÜR 22 | NÜR 21  | HUN 19  | HUN Rit | HOC 11  | HOC Rit |         |       | 44    | 16º  |
| 2017    | BMW Team RMG  | BMW M4 DTM | HOC 13 | HOC Rit | LAU 12  | LAU 14  | HUN 11  | HUN 12  | NOR Rit | NOR 7   | MSC 17  | MSC 11 | ZAN 6  | ZAN 8   | NÜR 8  | NÜR 9   | SPL DNS | SPL 12  | HOC 17  | HOC 7   |         |       | 35    | 16º  |
| 2018    | BMW Team RMG  | BMW M4 DTM | HOC 15 | HOC 10  | LAU 10  | LAU 16  | HUN 15  | HUN 7   | NOR 14  | NOR 17  | ZAN 8   | ZAN 5  | BRH 2  | BRH Rit | MIS 11 | MIS Rit | NÜR 9   | NÜR 7   | SPL 9   | SPL Rit | HOC Rit | HOC 7 | 56    | 16º  |
| Legenda |               |            |        |         |         |         |         |         |         |         |         |        |        |         |        |         |         |         |         |         |         |       |       |      |

### Risultati nel Mondiale endurance
| Anno    | Squadra             | Classe    | Vettura                  | SPA | LMS | SIL | FUJ | SHA | SEB | SPA | LMS | Punti | Pos. |
| ------- | ------------------- | --------- | ------------------------ | --- | --- | --- | --- | --- | --- | --- | --- | ----- | ---- |
| 2018-19 | BMW Team MTEK       | LMGTE Pro | BMW M8 GTE               | Rit | Rit |     |     | 7   | 4   | 6   |     | 32    | 16°  |
| Anno    | Squadra             | Classe    | Vettura                  | SIL | FUJ | SHA | BHR | COA | SPA | LMS | BHR | Punti | Pos. |
| 2019-20 | Aston Martin Racing | LMGTE Am  | Aston Martin Vantage AMR |     |     |     |     |     | 9   | 6   |     | 18    | 23°  |
| Anno    | Squadra             | Classe    | Vettura                  | SPA | ALG | MON | LMS | BHR | BHR |     |     | Punti | Pos. |
| 2021    | NorthWest AMR       | LMGTE Am  | Aston Martin Vantage AMR | 6   | 4   | 2   |     | 4   | 10  |     |     | 58    | 6°   |
| Anno    | Squadra             | Classe    | Vettura                  | QAT | IMO | SPA | LMS | SÃO | COA | FUJ | BHR | Punti | Pos. |
| 2024    | Team WRT            | LMGT3     | BMW M4 GT3               | 6   | 1   | Rit | 2   | 10  | 5   | 10  | 13  | 85    | 4°   |
| Anno    | Squadra             | Classe    | Vettura                  | QAT | IMO | SPA | LMS | SÃO | COA | FUJ | BHR | Punti | Pos. |
| 2025    | The Bend Team WRT   | LMGT3     | BMW M4 GT3               | 3   | 12  | Rit | Rit |     |     |     |     | 23*   |      |
| Legenda |                     |           |                          |     |     |     |     |     |     |     |     |       |      |

* Stagione in corso.

### Pure ETCR /  ETCR
| Anno    | Squadra              | Vettura                 | ITA | SPA | DAN | UNG | FRA | Punti | Pos. |
| ------- | -------------------- | ----------------------- | --- | --- | --- | --- | --- | ----- | ---- |
| 2021    | Hyundai Motorsport N | Hyundai Veloster N ETCR | 11  | 2   | 8   | 11  | 2   | 224   | 6°   |
| Legenda |                      |                         |     |     |     |     |     |       |      |